# مقاطعة كزرتة
مقاطعة كَزِرْتَة أو (نقحرة: كازيرتا)  (بالإيطالية:  Provincia di Caserta)، مقاطعة في إقليم كمبانية بجنوب إيطاليا، سكانها 879.342 نسمة ومساحتها 2639 كيلومتر مربع وتتكون من 104 مدينة وبلدة وعاصمتها مدينة كَزِرتة، حدها الشمال الغربي لإقليم لاتسيو عند مقاطعة لاتينا ومقاطعة فروزينوني، ومن الشمال إقليم مليزة عند مقاطعة إزرنية ومقاطعة كَمبُباسة، ومن الشرق مقاطعة بنبنت ومن الجنوب مقاطعة نابُل ومن الجنوب الغربي بحر طرانة.

## أهم المدن
|   | المدينة                  | الاسم بالإيطالية         | السكان |
| - | ------------------------ | ------------------------ | ------ |
| 1 | كَزرتَة                    | Caserta                  | 79.488 |
| 2 | أفيرسا                   | Aversa                   | 53.051 |
| 3 | مارشانيزي                | Marcianise               | 40.139 |
| 4 | مادالوني                 | Maddaloni                | 38.150 |
| 5 | سانتا ماريا كابوا فيتيري | Santa Maria Capua Vetere | 31.031 |